# Theope excelsa
Theope excelsa is een vlindersoort uit de familie van de prachtvlinders (Riodinidae), onderfamilie Riodininae.
Theope excelsa werd in 1868 beschreven door H. Bates.